# Ґробельно
Ґробельно (пол. Grobelno, нім. Dammfelde) — село в Польщі, у гміні Мальборк Мальборського повіту Поморського воєводства.
Населення — 266 осіб (2011).
У 1975-1998 роках село належало до Ельблонзького воєводства.

## Демографія
Демографічна структура станом на 31 березня 2011 року:
|          | Загалом | Допрацездатний вік | Працездатний вік | Постпрацездатний вік |
| -------- | ------- | ------------------ | ---------------- | -------------------- |
| Чоловіки | 144     | 37                 | 100              | 7                    |
| Жінки    | 122     | 25                 | 82               | 15                   |
| Разом    | 266     | 62                 | 182              | 22                   |